# 高鰍
高鰍為輻鰭魚綱鯉形目鰍科的其中一種，為溫帶淡水魚，分布於亞洲日本淡水流域，為特有種，棲息在底中層水域，生活習性不明。

## 扩展阅读
維基物種上的相關：高鰍